# 100 mètres masculin aux Jeux olympiques d'été de 1956 (athlétisme)
Pour un article plus général, voir Athlétisme aux Jeux olympiques d'été de 1956.
Navigation
Helsinki 1952 Rome 1960
Les 100 mètres masculin des Jeux olympiques d'été de 1956 se déroulant à Melbourne ont eu lieu le samedi 23 et le dimanche 24 novembre 1956.

## Records
| Record du monde  | 10 s 1 | Leamon King      | États-Unis | 27 octobre 1956 | Santa Ana |
| Record olympique | 10 s 3 | Harrison Dillard | États-Unis | Juillet 1948    | Londres   |

## Résultats

### Finale
La finale est remportée par Bobby Joe Morrow en 10 s 62 ; de temps égaux, Thane Baker devance néanmoins Hector Hogan.
| Rang               | Athlète          | Pays                       | Temps  |
| ------------------ | ---------------- | -------------------------- | ------ |
| Médaille d'or      | Bobby Joe Morrow | États-Unis                 | 10 s 5 |
| Médaille d'argent  | Thane Baker      | États-Unis                 | 10 s 5 |
| Médaille de bronze | Hector Hogan     | Australie                  | 10 s 6 |
| 4                  | Ira Murchison    | États-Unis                 | 10 s 6 |
| 5                  | Manfred Germar   | Équipe unifiée d'Allemagne | 10 s 7 |
| 6                  | Mike Agostini    | Trinité-et-Tobago          | 10 s 7 |

### Demi-finales
Les trois premiers passent en finale.
| Place | Athlète        | Pays                       | Temps   |
| ----- | -------------- | -------------------------- | ------- |
| 1er   | Ira Murchison  | États-Unis                 | 10 s 79 |
| 2e    | Mike Agostini  | Trinité-et-Tobago          | 10 s 79 |
| 3e    | Manfred Germar | Équipe unifiée d'Allemagne | 10 s 85 |
| 4e    | Abdul Khaliq   | Pakistan                   | 10 s 93 |
| 5e    | Stan Levenson  | Canada                     | 10 s 94 |
| 6e    | Yury Konovalov | Union soviétique           | 11 s 11 |

| Place | Athlète          | Pays             | Temps   |
| ----- | ---------------- | ---------------- | ------- |
| 1er   | Bobby Joe Morrow | États-Unis       | 10 s 52 |
| 2e    | Thane Baker      | États-Unis       | 10 s 61 |
| 3e    | Hec Hogan        | Australie        | 10 s 62 |
| 4e    | Maurice Rae      | Nouvelle-Zélande | 10 s 68 |
| 5e    | Marian Foik      | Pologne          | 10 s 84 |
| 6e    | Boris Tokarev    | Union soviétique | 10 s 91 |

### Quarts de finale
Les trois premiers passent en demi-finale.
| Place | Athlète          | Pays                       | Temps   |
| ----- | ---------------- | -------------------------- | ------- |
| 1er   | Bobby Joe Morrow | États-Unis                 | 10 s 55 |
| 2e    | Mike Agostini    | Trinité-et-Tobago          | 10 s 75 |
| 3e    | Maurice Rae      | Nouvelle-Zélande           | 10 s 78 |
| 4e    | Béla Goldoványi  | Hongrie                    | 10 s 95 |
| 5e    | Heinz Fütterer   | Équipe unifiée d'Allemagne | 10 s 99 |
| 6e    | Ray Land         | Australie                  | 11 s 15 |

| Place | Athlète        | Pays              | Temps   |
| ----- | -------------- | ----------------- | ------- |
| 1er   | Ira Murchison  | États-Unis        | 10 s 55 |
| 2e    | Abdul Khaliq   | Pakistan          | 10 s 78 |
| 3e    | Yury Konovalov | Union soviétique  | 10 s 93 |
| 4e    | Luigi Gnocchi  | Italie            | 10 s 96 |
| 5e    | Edmund Turton  | Trinité-et-Tobago | 11 s 37 |
| 6e    | Ben Nduga      | Ouganda           | 12 s 95 |

| Place | Athlète          | Pays             | Temps   |
| ----- | ---------------- | ---------------- | ------- |
| 1er   | Hec Hogan        | Australie        | 10 s 78 |
| 2e    | Boris Tokarev    | Union soviétique | 10 s 87 |
| 3e    | Stan Levenson    | Canada           | 10 s 93 |
| 4e    | Jan Jarzembowski | Pologne          | 10 s 98 |
| 5e    | Edward Ajado     | Nigeria          | 11 s 02 |
| 6e    | Ken Box          | Grande-Bretagne  | 11 s 45 |

| Place | Athlète         | Pays                       | Temps   |
| ----- | --------------- | -------------------------- | ------- |
| 1er   | Thane Baker     | États-Unis                 | 10 s 62 |
| 2e    | Manfred Germar  | Équipe unifiée d'Allemagne | 10 s 80 |
| 3e    | Marian Foik     | Pologne                    | 10 s 83 |
| 4e    | Leonid Bartenev | Union soviétique           | 10 s 84 |
| 5e    | René Bonino     | France                     | 10 s 96 |
| 6e    | Roy Sandstrom   | Grande-Bretagne            | 11 s 03 |

### Séries
Les deux premiers passent en quarts de finale.
| Place | Athlète             | Pays       | Temps   |
| ----- | ------------------- | ---------- | ------- |
| 1er   | Ira Murchison       | États-Unis | 10 s 67 |
| 2e    | Jan Jarzembowski    | Pologne    | 10 s 95 |
| 3e    | Hilmar Þorbjörnsson | Islande    | 11 s 12 |
| 4e    | Mario Colarossi     | Italie     | 11 s 14 |
| 5e    | René Ahumada        | Mexique    | 11 s 26 |
| 6e    | Raja bin Ngah Ali   | Malaisie   | 11 s 41 |

| Place | Athlète           | Pays              | Temps   |
| ----- | ----------------- | ----------------- | ------- |
| 1er   | Mike Agostini     | Trinité-et-Tobago | 10 s 98 |
| 2e    | Luigi Gnocchi     | Italie            | 11 s 01 |
| 3e    | Titus Erinle      | Nigeria           | 11 s 09 |
| 4e    | Jorge de Barros   | Brésil            | 11 s 15 |
| 5e    | Vanchak Voradilok | Thaïlande         | 11 s 78 |
| 6e    | Roba Negousse     | Éthiopie          | 12 s 07 |

| Place | Athlète           | Pays                       | Temps   |
| ----- | ----------------- | -------------------------- | ------- |
| 1er   | Maurice Rae       | Nouvelle-Zélande           | 10 s 84 |
| 2e    | Abdul Khaliq      | Pakistan                   | 10 s 97 |
| 3e    | Manfred Steinbach | Équipe unifiée d'Allemagne | 10 s 99 |
| 4e    | Rafael Romero     | Venezuela                  | 11 s 14 |
| 5e    | Evaristo Iglesias | Cuba                       | 11 s 50 |

| Place | Athlète         | Pays            | Temps   |
| ----- | --------------- | --------------- | ------- |
| 1er   | Ben Nduga       | Ouganda         | 10 s 88 |
| 2e    | Ken Box         | Grande-Bretagne | 10 s 96 |
| 3e    | Kyohei Ushio    | Japon           | 11 s 09 |
| 4e    | Kesevan Soon    | Singapour       | 11 s 35 |
| 5e    | Jack Parrington | Canada          | 11 s 62 |

| Place | Athlète         | Pays             | Temps   |
| ----- | --------------- | ---------------- | ------- |
| 1er   | Marian Foik     | Pologne          | 10 s 88 |
| 2e    | Boris Tokarev   | Union soviétique | 11 s 09 |
| 3e    | Franco Galbiati | Italie           | 11 s 13 |
| 4e    | Tom Robinson    | Bahamas          | 11 s 30 |
| 5e    | Jalal Gozal     | Indonésie        | 11 s 45 |
| 6e    | James Roberts   | Liberia          | 11 s 45 |

| Place | Athlète        | Pays                       | Temps   |
| ----- | -------------- | -------------------------- | ------- |
| 1er   | Manfred Germar | Équipe unifiée d'Allemagne | 10 s 91 |
| 2e    | Ray Land       | Australie                  | 11 s 05 |
| 3e    | Keith Gardner  | Jamaïque                   | 11 s 22 |
| 4e    | Alain David    | France                     | 11 s 24 |
| 5e    | Emmanuel Putu  | Liberia                    | 11 s 44 |
| 6e    | Beyene Legesse | Éthiopie                   | 11 s 94 |

| Place | Athlète         | Pays             | Temps   |
| ----- | --------------- | ---------------- | ------- |
| 1er   | Leonid Bartenev | Union soviétique | 10 s 93 |
| 2e    | Béla Goldoványi | Hongrie          | 11 s 02 |
| 3e    | Clive Bonas     | Venezuela        | 11 s 17 |
| 4e    | Gavin Carragher | Australie        | 11 s 36 |
| 5e    | Thomas Obi      | Nigeria          | 11 s 47 |
| 6e    | Bjørn Nilsen    | Norvège          | 11 s 58 |

| Place | Athlète        | Pays      | Temps   |
| ----- | -------------- | --------- | ------- |
| 1er   | Hec Hogan      | Australie | 10 s 72 |
| 2e    | René Bonino    | France    | 10 s 96 |
| 3e    | Géza Varasdi   | Hongrie   | 11 s 00 |
| 4e    | Akira Kiyofuji | Japon     | 11 s 00 |

| Place | Athlète               | Pays              | Temps   |
| ----- | --------------------- | ----------------- | ------- |
| 1er   | Thane Baker           | États-Unis        | 10 s 93 |
| 2e    | Edmund Turton         | Trinité-et-Tobago | 11 s 38 |
| 3e    | Sinnayah Karuppiah J. | Malaisie          | 11 s 56 |
| 4e    | Tan Eng Yoon          | Singapour         | 11 s 63 |

| Place | Athlète             | Pays                       | Temps   |
| ----- | ------------------- | -------------------------- | ------- |
| 1er   | Stan Levenson       | Canada                     | 10 s 94 |
| 2e    | Heinz Fütterer      | Équipe unifiée d'Allemagne | 11 s 10 |
| 3e    | João Pires Sobrinho | Brésil                     | 11 s 14 |
| 4e    | Joe Goddard         | Trinité-et-Tobago          | 11 s 19 |
| 5e    | Oliver Hunter       | Guyana                     | 11 s 22 |
| 6e    | Ghulam Raziq        | Pakistan                   | 11 s 26 |

| Place | Athlète              | Pays            | Temps   |
| ----- | -------------------- | --------------- | ------- |
| 1er   | Edward Ajado         | Nigeria         | 11 s 01 |
| 2e    | Roy Sandstrom        | Grande-Bretagne | 11 s 05 |
| 3e    | Dick Harding         | Canada          | 11 s 20 |
| 4e    | Muhammad Sharif Butt | Pakistan        | 11 s 26 |
| 5e    | Abebe Hailou         | Éthiopie        | 11 s 54 |
| 6e    | Snay Wongchaoom      | Thaïlande       | 11 s 95 |

| Place | Athlète               | Pays             | Temps   |
| ----- | --------------------- | ---------------- | ------- |
| 1er   | Bobby Joe Morrow      | États-Unis       | 10 s 90 |
| 2e    | Yury Konovalov        | Union soviétique | 11 s 04 |
| 3e    | David Segal           | Grande-Bretagne  | 11 s 19 |
| 4e    | Phaibulya Vacharabhan | Thaïlande        | 11 s 27 |
| 5e    | Lee Kah Fook          | Venezuela        | MAL     |